# Шевченко (Добропільська міська громада)
Шевче́нко — селище Добропільської міської громади Покровського району Донецької області, Україна.

## Історія
На мапі 1861 року позначено, що на місці нинішнього села знаходилося селище Бузиновата.
Землі села належали генерал-полковнику Ковалевському, пізніше вони були заселені переважно жителями села Гришине, які одержали земельні наділи в роки радянської влади.
Поряд з селищем Шевченка знаходиться село Привітне, землі належали пану Глухову та родині менонітів Абрама Генріховича і Марії Іоганівні (дівоче Вінс) Зудерман (Судерман).
На північно-західній околиці селища Шенченкове ще збереглися велика кількість будівель менонітського поселення. Житлове приміщення господарів маєтку економії Зудермана були знищені. На збережених приміщеннях маєтку є дати будівництва: 1911, 1912 і 1913 роки. Цегла з тавром "S" виготовлялася на цегельному заводі хутора Мар'їнський Криворізької волості Бахмутського повіту Катеринославської губернії.

## Незалежна Україна
У 2001 році ставок в Привітному був взятий в оренду старожилом Володимиром Брюшковим, який з кожним роком поліпшується. Спочатку «сімейним підрядом» почистили очерет, два роки тому над водною гладдю підняли дерев'яні альтанки, а в минулому — покрили берег білим піском.
У 2011 році ставок Привітне було присвоєно звання Найкраща водойма Добропільського району на думку газети «Донбас» [Архівовано 12 вересня 2014 у Wayback Machine.]

## Персоналії
- Володимир Наумов (1970–2014 рр.) — Герой України, учасник Євромайдану.

## Жертви репресій
- Писаренко Олексій Сергійович, 1927 року народження, Красноармійський район Донецької області, українець, освіта неповна середня, безпартійний. Проживав в селищі Шевченка Добропольського району Сталінської (Донецької) області. Не працював. Заарештований 5 жовтня 1957 року. Донецьким облсудом засуджений на 10 років ВТТ з позбавленням прав на 5 років. Реабілітований у 1992 році.

## Галерея

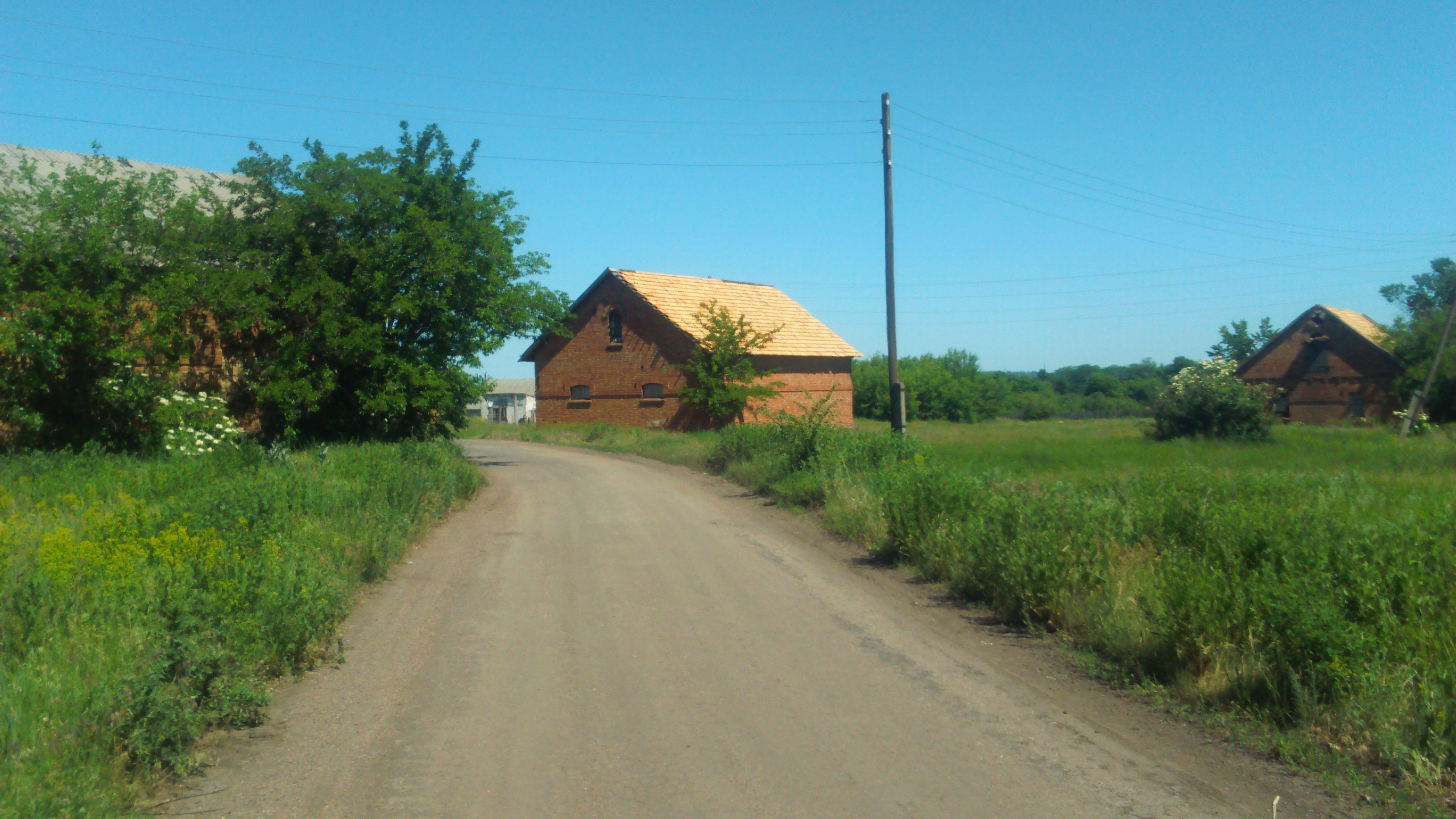
Панські сараї Привітне
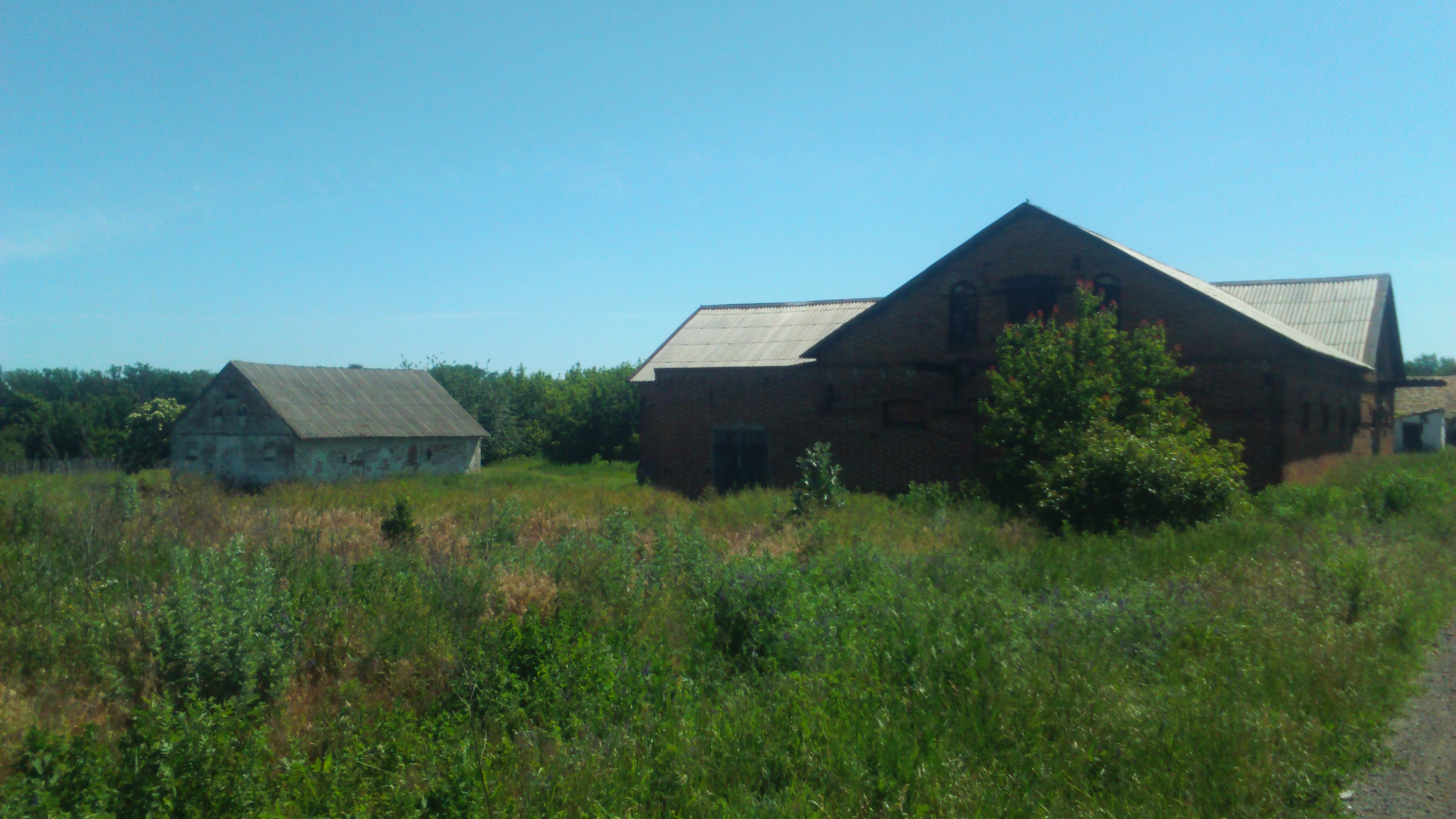
Панські сараї
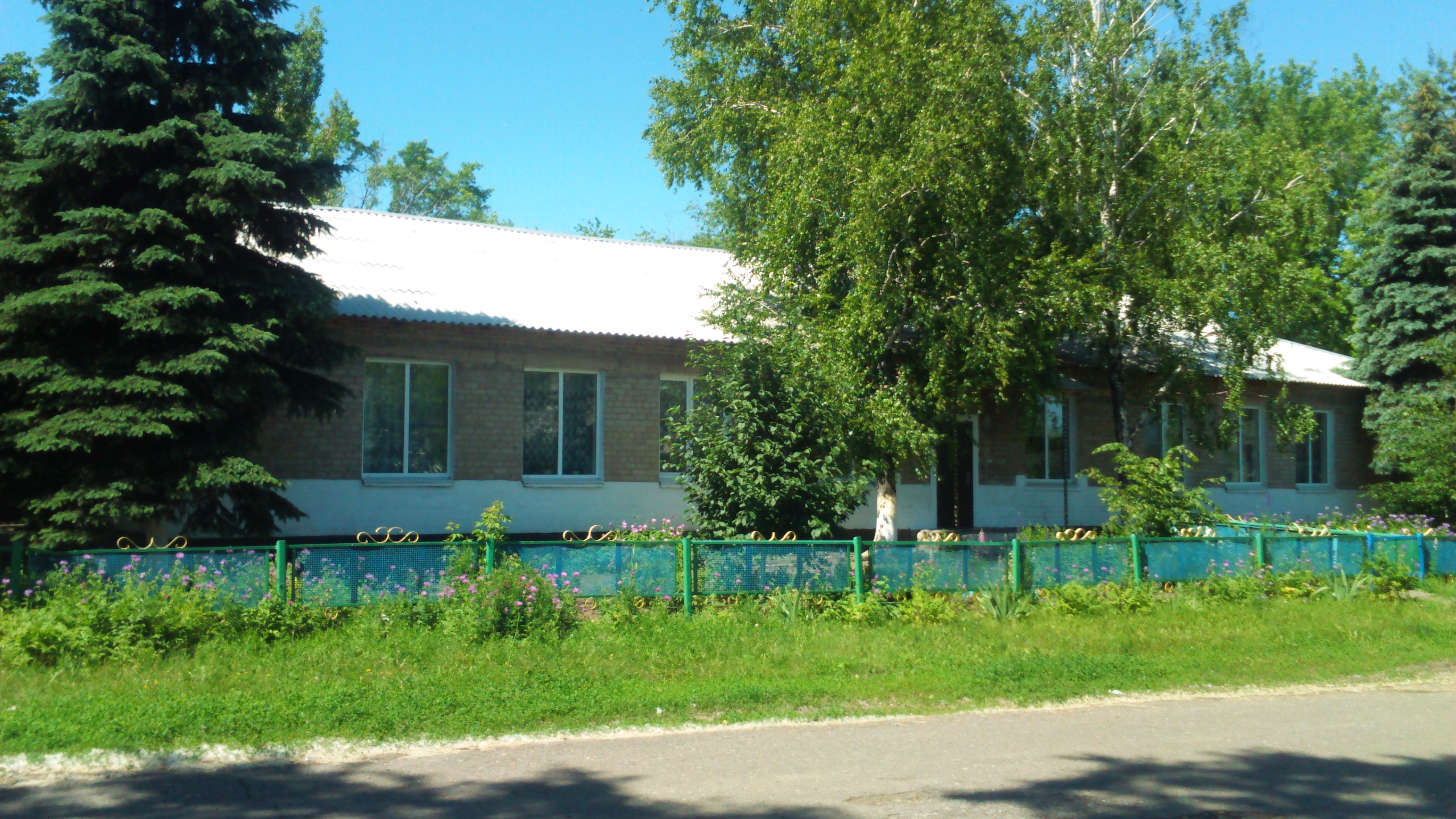
Дитячий садок
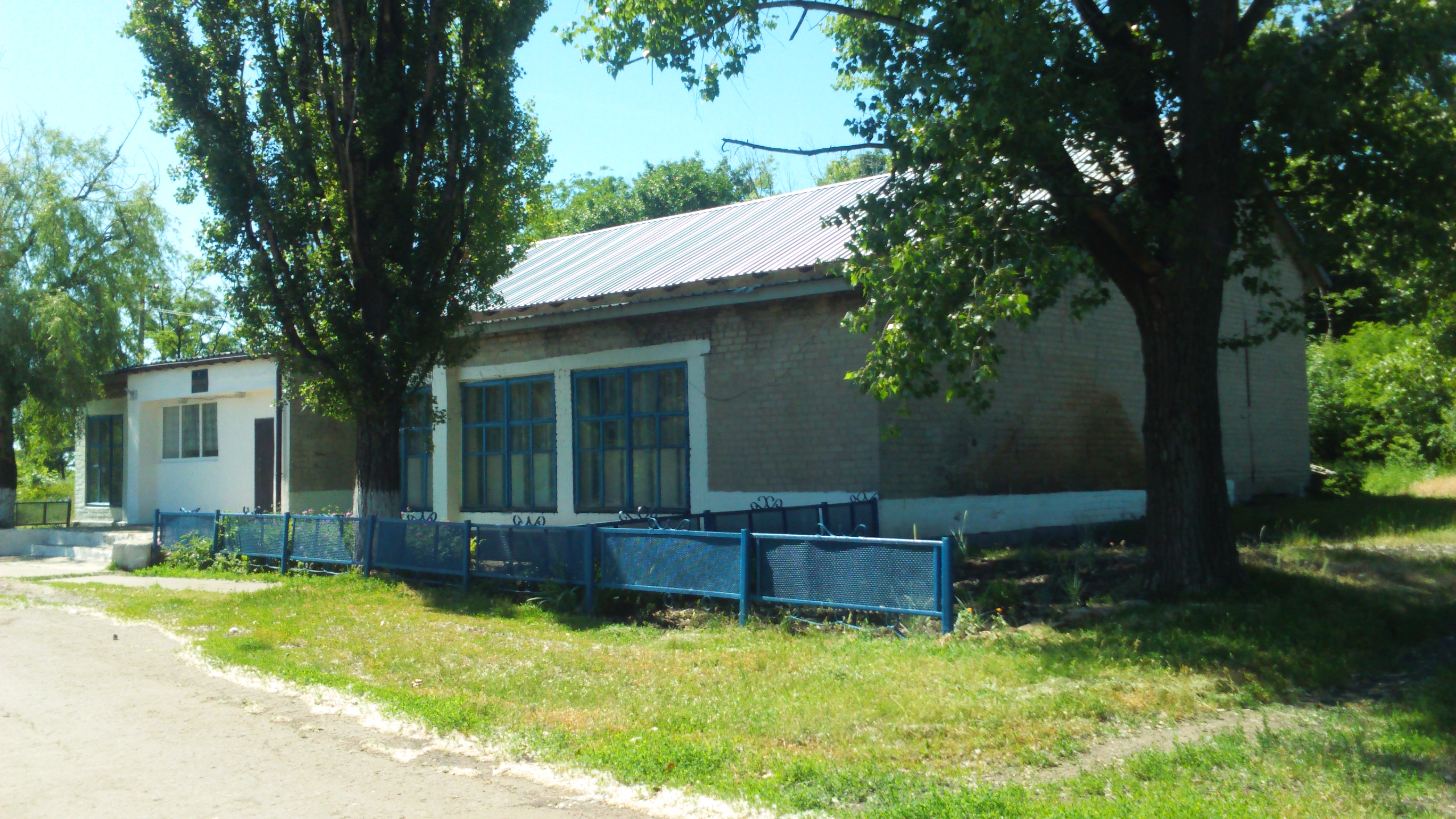
Будинок культури
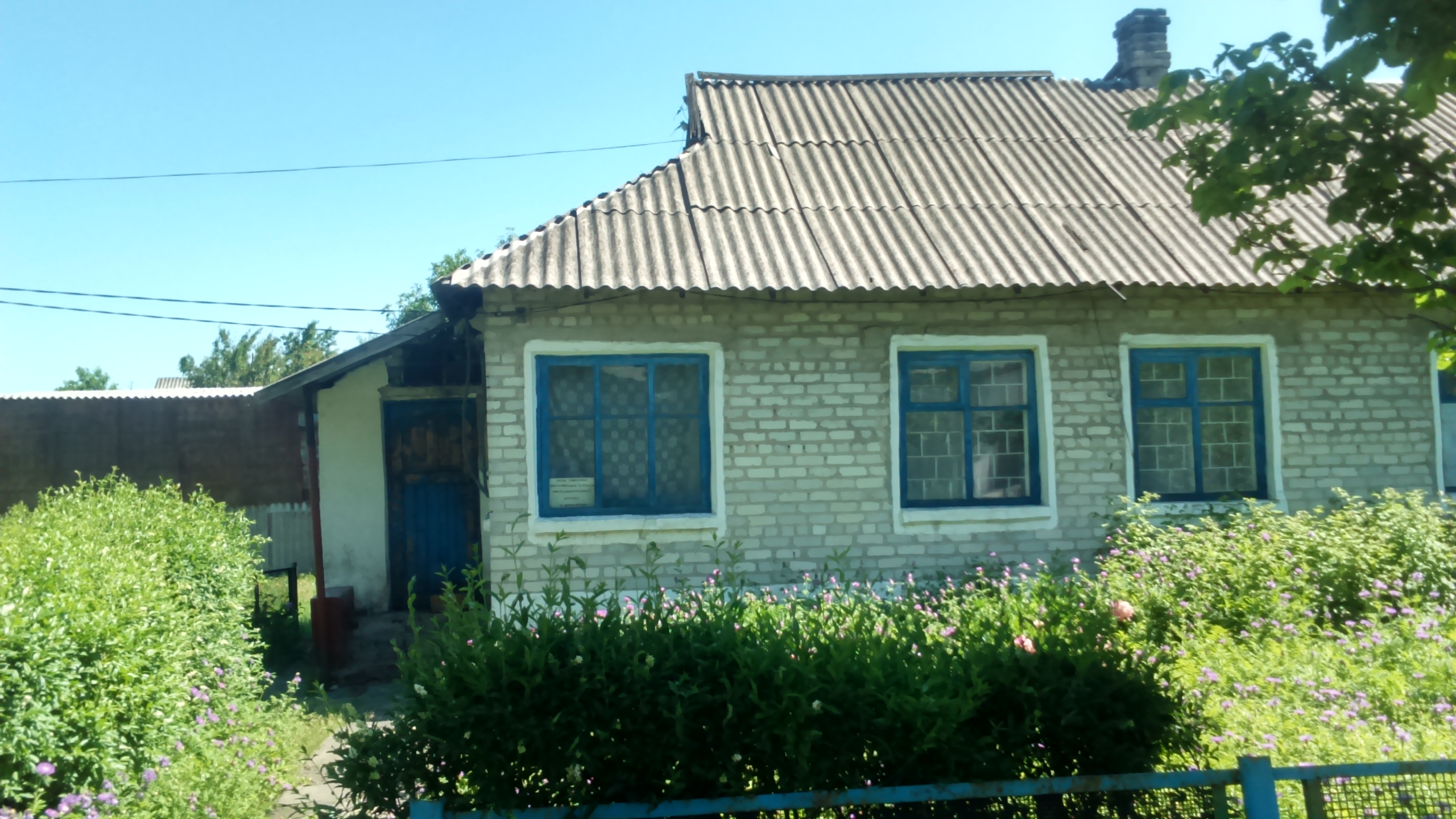
Медпункт